# Vance (Belgique)
Pour les articles homonymes, voir Vance.
Vance (Wanen en luxembourgeois et en allemand) est une section et un village de la commune belge d'Étalle située en Région wallonne dans la province de Luxembourg.

## Géographie
Le village est traversé par la route nationale 83 Arlon-Bouillon.

## Démographie
- Source : INS recensements population.
- 1900 : baisse à la suite de la scission de Chantemelle.

## Histoire
Au cours de la Seconde Guerre mondiale, le 10 mai 1940, jour du déclenchement de la campagne des 18 jours, Vance est prise par les Allemands de l'Infanterie-Regiment Grossdeutschland. Cela donne lieu à quelques affrontements avec la cavalerie française (2e division légère de cavalerie). Une automitrailleuse française AMR 33 et deux chars allemands Panzer II (sans doute de la 10e Panzerdivision) sont ainsi détruits.

## Personnalités liées à la commune
- Henri Dabfontaine-Deum, professeur et historien, né à Vance en 1820.